# جبريل فيانا
جبريل فيانا هو لاعب كرة قدم برتغالي، ولد في 28 يوليو 1992 في Deão ‏ في البرتغال. لعب مع ديسبورتيفو تروفينسي.

## وصلات خارجية
- جبريل فيانا على موقع قاعدة بيانات كرة القدم.إي يو (الإنجليزية)